# Mathurin Kameni
Mathurin Kameni (Douala, 4 de fevereiro de 1978) é um ex-futebolista profissional camaronês que atuava como goleiro.

## Carreira
Mathurin Kameni representou o elenco da Seleção Camaronesa de Futebol no Campeonato Africano das Nações de 2004.